# Salesville (Ohio)
Salesville es una villa ubicada en el condado de Guernsey en el estado estadounidense de Ohio. En el Censo de 2010 tenía una población de 129 habitantes y una densidad poblacional de 518,82 personas por km².

## Geografía
Salesville se encuentra ubicada en las coordenadas 39°58′24″N 81°20′13″O / 39.97333, -81.33694. Según la Oficina del Censo de los Estados Unidos, Salesville tiene una superficie total de 0.25 km², de la cual 0.25 km² corresponden a tierra firme y (0%) 0 km² es agua.

## Demografía
Según el censo de 2010, había 129 personas residiendo en Salesville. La densidad de población era de 518,82 hab./km². De los 129 habitantes, Salesville estaba compuesto por el 96.9% blancos, el 1.55% eran afroamericanos, el 0% eran amerindios, el 0% eran asiáticos, el 0% eran isleños del Pacífico, el 0% eran de otras razas y el 1.55% pertenecían a dos o más razas. Del total de la población el 0% eran hispanos o latinos de cualquier raza.